# 壇之浦
壇之浦（日语：／）是山口縣下關市周邊的海域名和地名。馬關戰争的主戰場之一、也是治承・壽永之亂（源平合戰）的最後戰役「壇之浦之戰」的舞台。
面對關門海峽最窄之處，所以連結本州和九州的陸上交通機關多從壇之浦和對岸的和布刈（福岡縣北九州市門司區）之間橫渡關門海峽。
現在的町名（下關市壇之浦町）指關門橋直下周邊，但是廣義的包含壇之浦町・御裳川町・本町一帶。

## 周邊
- 御裳川公園
- 火之山 (山口縣)、火之山公園
- 關門國道隧道（人道口、下關PA）
- 關門橋（關門自動車道、下關壇之浦BS（休止中）、壇之浦PA）
- 下關市立養治小學校（本町2丁目）

## 備考
同様是治承・壽永之亂（屋島之戰）的舞台之一的香川縣高松市屋島東町也有稱為「だんのうら」的地名，但是高松市的是「檀の浦」。